# Tom Coster

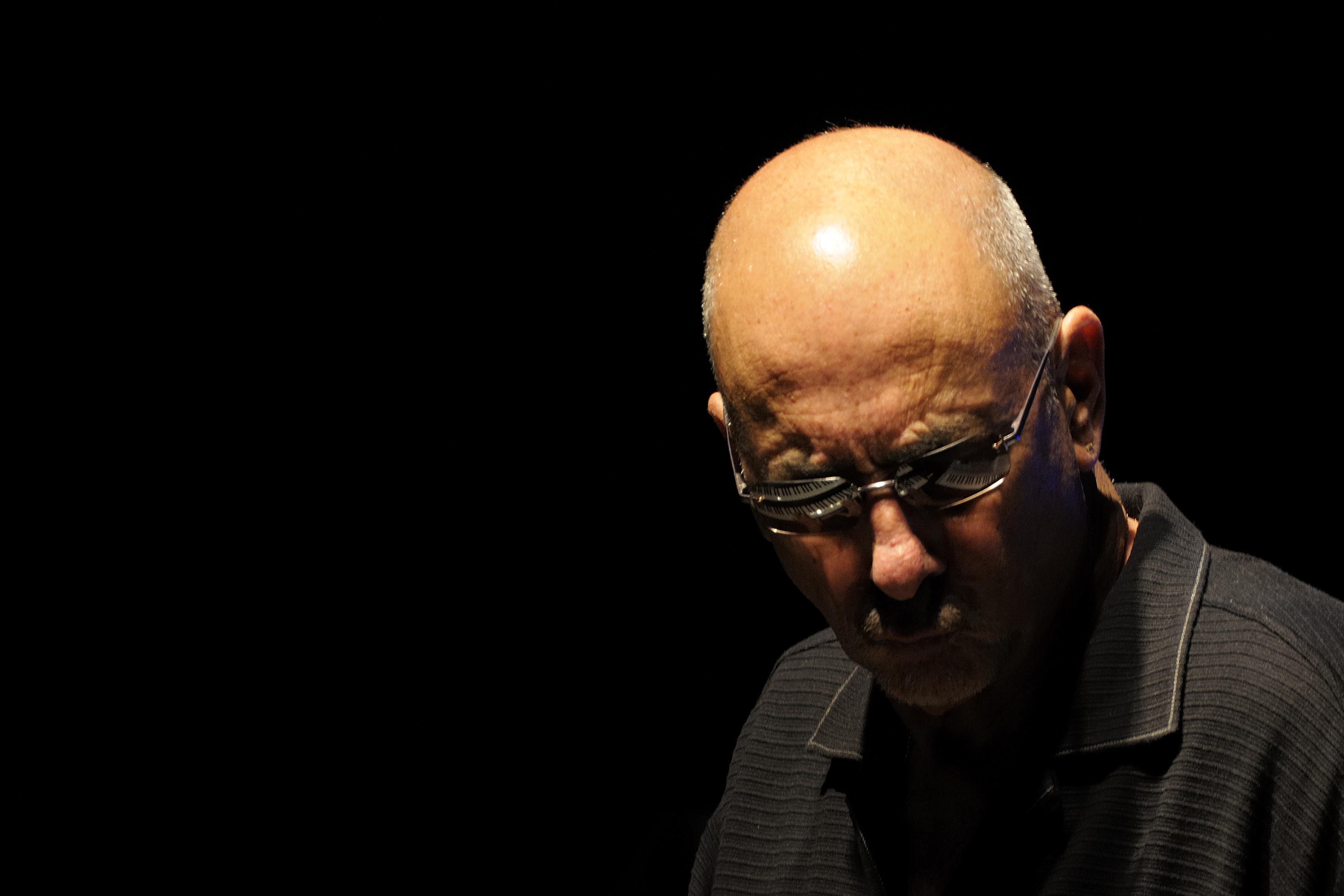
Tom Coster 2009

Tom Coster (* 21. August 1941 in Detroit) ist ein amerikanischer Keyboarder, der vor allem im Fusion- und im Smooth-Jazz-Bereich hervorgetreten ist.

## Leben und Wirken
Coster, der zunächst in Michigan und dann in Kalifornien aufwuchs, lernte als Kind Akkordeon, um nach zehnjährigem Unterricht zum Klavier zu wechseln, das er auch auf dem College of San Mateo studierte. Während seiner fünfjährigen Militärzeit spielte er in einer Air-Force-Band. 1969 zog er nach San Francisco und gehörte der Jazzrock-Gruppe Loading Zone an. 1971 wechselte er zu Gábor Szabó. Von 1972 bis 1978 war er Mitglied der Band von Carlos Santana. Dort wirkte er an mehreren Alben wie Caravanserai oder Welcome mit, wurde auch als Komponist bekannt und spielte „vor allem in Livekonzerten seine Qualität als Improvisator mit ausgeprägtem Gespür für unterschiedlichste Musikstile aus“. Auf dem Montreux Jazz Festival 1978 trat er mit Billy Cobham auf. Nach drei Jahren außerhalb der Musikszene leitete er seine eigenen Bands. Auf seinem Album Ivory Expeditions spielt sein gleichnamiger Sohn mit. Unter eigenem Namen hat er Alben bei Fantasy Records, Headfirst und JVC veröffentlicht, die zum Teil in die Top 10 der Contemporary Jazz Billboard Charts gelangten. Zwischen 1983 und 1986 arbeitete er wieder mit Carlos Santana zusammen, dann spielte er bei Vital Information. Er arbeitete auch mit Third Eye Blind, Coryell/Coster/Smith, Claudio Baglioni, Boz Scaggs, Joe Satriani und Frank Gambale zusammen.
Zu den bekanntesten Kompositionen Costers zählen „Europa (Earth's Cry Heaven's Smile)“, „Flor D'Luna (Moonflower)“ and „Dance, Sister, Dance (Baila Mi Hermana)“ für Santana  und „The Perfect Date“ für Vital Information.

## Lexikalische Einträge
- Wolf Kampmann (Hrsg.), unter Mitarbeit von Ekkehard Jost: Reclams Jazzlexikon. Reclam, Stuttgart 2003, ISBN 3-15-010528-5.